# Campione!
Campione! (カンピオーネ！?, Kanpiōne!) è una serie di light novel scritta da Jō Taketsuki e illustrata da Sikorsky. La serie è stata adattata in un manga nel 2011 ed in una serie televisiva anime nel 2012.

## Trama
Godō Kusanagi è uno studente di sedici anni, che all'età di quindici anni ha ucciso la divinità persiana "Verethragna" ed ha assunto il titolo "Campione" (lett. Assassino di dèi). Erica Blandelli è una ragazza italiana di sedici anni, "Gran Cavaliere" della società magica della "Nera Croce Ramata" e ha combattuto insieme a Godo nella lotta contro Verethragna. Godo non ama combattere, ma il titolo di "Campione" lo costringe ad accettare le sfide che gli vengono lanciate da qualunque altro Campione o da qualunque altra divinità vendicativa.

## Personaggi

### Personaggi principali
Godō Kusanagi (草薙 護堂?, Kusanagi Godō)
Doppiato da Yoshitsugu Matsuoka
Il protagonista della serie e uno dei soli sette Campione. Originariamente era un ex giocatore di scuola media di baseball, ma dopo che suo nonno gli ha chiesto di restituire una tavoletta di pietra ad un'amica in Sardegna di nome Lucrezia Zola, si imbatte in una serie di eventi in cui conosce Erica Blandelli, una ragazza italiana e Gran Cavaliere della Nera Croce Ramata. La tavoletta di pietra, in realtà, è un antico grimorio che permette agli uomini di sottrarre il potere di un dio ed usarlo come proprio ed essa contiene già uno dei dieci poteri di un dio, Verethragna, un dio persiano della Vittoria. Durante uno scontro tra Verethragna e Melqart, essendo oggetto dell'attacco di Verethragna, comprendendo che morirà in ogni caso, usa il potere del grimorio a costo della vita, colpendo Verethragna con l'incarnazione sigillata nella tavoletta, per poi rubargli il potere di un'altra incarnazione: la spada d'oro. La spada ha il potere di infrangere la divinità di un dio e, grazie ad essa, uccide Verethragna. A causa di una maledizione, se un dio viene ucciso da un mortale, quel mortale deve ottenere le abilità dello stesso dio, perciò Godō torna in vita. Queste persone sono conosciute come Campione. Godō ottiene le abilità di Verethragna e tra queste le sue 10 incarnazioni: il Toro, l'Ariete, il Cammello, il Cavallo Bianco, la Capra, il Cinghiale, il Rapace, il Vento, il Giovane e il Guerriero. Ciascuna di queste forme dà una diversa capacità, ma ognuna ha anche una condizione per l'attivazione e non possono essere usate più di una volta al giorno. Nonostante abbia avuto l'occasione di sottrarre i diritti divini (i poteri) di altre divinità, non ha mai ucciso nessuno, dichiarandosi pacifista.
I poteri di Verethragna sono dieci, ogni incarnazione può essere usata una sola volta al giorno e per un limitato periodo di tempo:
- Tempesta (強風?, Kyōfū): Godō è in grado di teletrasportarsi dovunque ci sia una persona che lo conosce e urli il suo nome perché giunga in suo soccorso.
- Toro (雄牛?, Oushi): Godō acquisisce una forza immensa che rivaleggia con quella di Ercole al suo massimo potenziale. Tuttavia, Godō ottiene una forza sufficiente a sovrastare quella dell'avversario che ha di fronte e non di più. Non può essere utilizzato il Toro contro avversari la cui forza sia totalmente umana e non amplificata da poteri divini o magia.
- Cavallo Bianco (白馬?, Hakuba): Godō richiama dal cielo un cavallo bianco di fuoco lucente che racchiude in sé il potere del sole, è l'incarnazione d'attacco più potente di Verethragna. Quest'incarnazione non può essere utilizzata se non contro nemici che abbiano commesso gravi peccati nei confronti dell'umanità.
- Cammello (駱駝?, Rakuda): Godō acquisisce una forza immensa nelle gambe, riducendo la stanchezza e aumentando notevolmente la sua resistenza. Per poterlo usare deve prima incassare un colpo che lo ferisca.
- Cinghiale (猪?, Inoshishi): Godō richiama sopra di sé un gigantesco cinghiale estremamente aggressivo che distrugge e calpesta ogni cosa sulla propria strada. Per poterlo utilizzare Godō deve trovarsi di fronte ad un nemico potente o ad un edificio molto grande da fargli distruggere.
- Giovane (少年?, Shōnen): Godō è in grado di dare la sua protezione divina, in grado di salvare la vita, a chi gli giura lealtà incondizionata per l'eternità, potenziando anche tutti i poteri del ricevente per un limitato periodo di tempo.
- Rapace (鳳?, Ōtori): Godō è in grado di spostarsi alla velocità divina per un breve periodo di tempo. Per attivarla Godō deve essere attaccato da un elevato numero di nemici o da avversari che si muovono a velocità più che umane, anche i proiettili sono sufficienti per attivare tale potere. In caso contrario, Godō può attivarlo recitando l'incantazione relativa a questo potere.
- Capra (山羊?, Yagi): Godō è in grado di controllare i fulmini e di potenziarsi assorbendo l'energia dai suoi alleati, prosciugando la loro energia fisica. Godō può usare questo potere solo quando ha vicino a sé persone che si affidano a lui per sconfiggere un comune nemico.
- Ariete (雄羊?, Ohitsuji): Godō è in grado di risorgere dalla morte se usa questa incarnazione un attimo prima di subire il colpo mortale. Se non ci riesce muore definitivamente, sebbene sembra che questo potere possa attivarsi pressoché da solo, quando Godō avverte un forte pericolo per la sua vita e il suo istinto lo spinge ad usare questo diritto.
- Guerriero (戦士?, Senshi): Godō evoca una spada d'oro tra le sue mani, subito dopo la zona circostante viene trasformata in un campo dorato pieno di centinaia di spade dorate, le quali attaccano in sincrono, spinte dalla volontà di Godō. La spada d'oro può spezzare la divinità di un dio e negare ogni suo potere, ma richiede che l'utilizzatore possegga informazioni sufficienti sul proprio avversario. Le spade attaccano in grande quantità la divinità mentre Godō recita le parole di potere che rivelano la natura del dio o del potere divino dinanzi a sé, riuscendo a spezzarne i poteri derivanti dal mito da lui rievocato tramite le parole. È l'arma principale che Godō sfrutta per sconfiggere le divinità e gli altri Campione.

Erica Blandelli (エリカ・ブランデッリ?, Erika Buranderri)
Doppiata da Yōko Hikasa
È l'eroina principale e membro della Nera Croce Ramata (赤銅黒十字?, Shakudō Kuro Jūji) - un'organizzazione magica con sede a Milano. Detiene il rango di Grande Cavaliere (大騎士?) e il titolo del Diavolo Rosso (紅き悪魔?).
È una spadaccina magica italiana che per una coincidenza incontra Godō in Sicilia e, durante la sua permanenza in Sardegna, lo assiste usando la sua arma Cuore di Leone - un'arma incantata convocata da lei conosciuta come il re dei leoni. Originariamente è diffidente verso Godō ma, vedendolo combattere, si innamora perdutamente di lui. Si considera la sua futura moglie, la sua amante ed il suo primo cavaliere e non si vergogna a dichiararlo apertamente né a dimostrarlo pubblicamente. È una ragazza orgogliosa ed estremamente sicura di sé. Nonostante accetti il fatto che Godō possa avere delle amanti non è esente da attacchi di gelosia, ma è consapevole di essere l'unica adatta ad essere la sposa di Godō e la prima donna per lui. Malgrado Erica sia molto provocante nei confronti di Godō e tenti spesso di sedurlo, questo atteggiamento non è ordinario per lei, in quanto, prima di innamorarsi del ragazzo, non aveva mai permesso ad alcun uomo di posare un solo dito su di lei.
Liliana Kranjčar (リリアナ・クラニチャール?, Ririana Kuranicharu)
Doppiata da Eri Kitamura
Cavaliere della Bronzea Croce Nera (青銅黒十字?, Seidō Kuro Jūji) (organizzazione magica rivale di quella a cui appartiene Erica) e detiene la spada magica Il Maestro, creata insieme alla Cuore di Leone di Erica dal medesimo fabbro.
È una spadaccina magica croata molto abile e inizialmente appare come Cavaliere al servizio del Campione Sacha Voban, tuttavia lo tradirà per schierarsi dalla parte di Godō grazie ad Erica che la convince prima comparando il carattere dei due Campioni, poi ricattando maliziosamente l'amica/rivale con citazioni dei suoi "racconti segreti" (Liliana scrive racconti amorosi come hobby). Si innamora di Godō dopo averlo conosciuto meglio durante la sfida con Perseo a Napoli. Nonostante sia chiaramente innamorata di lui, Erica sa che Liliana non sarà mai adatta ad essere la prima per Godō perché, per giustificare ogni suo gesto affettuoso, dichiara di farlo puramente perché Godou è il "padrone della sua spada". In realtà lo stesso Godō è consapevole dei suoi sentimenti per lui e che li ricambi, ma che li nasconda a sua volta con la stessa scusa, sebbene entrambi sappiano dei reciproci sentimenti. Liliana è estremamente protettiva verso Godō e si comporta come una guardia del corpo molto invadente, infatti si preoccupa persino della qualità del cibo e delle bevande che Godō consuma e che esse siano adatte per la sua salute. Godō sopporta comunque questo lato di Liliana, pur non gradendolo molto, dal momento che lo fa sentire a disagio e preferirebbe che lei si comportasse come una ragazza normale. Nonostante la sua arma sia pari a quella di Erica e abbia un grande talento come spadaccina, Liliana nel puro uso della spada è leggermente inferiore alla sua rivale italiana, tuttavia ha un maggiore talento nell'arte della magia. Liliana, infatti, ha il potenziale di diventare una delle streghe più potenti del mondo, una delle sue magie più usate è quella del volo, tecnica che piace molto alla stessa Erica, la quale non è però in grado di usarla. Dispone anche di poteri normalmente posseduti dalle miko, come la visione spirituale che la stessa Yuri Mariya possiede, sebbene questa sua facoltà non sia potente come quella di Yuri.
Yuri Mariya (万里谷 祐理?, Mariya Yuri)
Doppiata da Kana Hanazawa
È una giovane miko che gode del titolo di Principessa del Tempio (姫巫女?, Hime-Miko), affiliata alla Società per la Compilazione della Storia, possiede un sesto senso molto sviluppato che le permette di avere visioni riguardanti prossimi pericoli e rivelare l'identità degli dèi affrontati da Godō e poteri curativi. Innamorata di Godō, ha un carattere timido e riservato (si scandalizza facilmente davanti ad alcuni atteggiamenti espliciti di Erica verso il ragazzo) e non possiede molta dimestichezza con la tecnologia moderna. È, tuttavia, capace anche di comportarsi in modo molto freddo, tanto da spaventare lo stesso Godō. Infatti, quando Erica decise di accoltellare Godō al petto per punirlo di averle fatte preoccupare e di aver preso con sé Liliana come cavaliere - e inconsapevolmente come amante, il giovane Campione chiede a Yuri di aiutarlo a spiegare ad Erica che ha baciato Liliana per sconfiggere Perseo e che non ci fosse altro modo per ottenere la vittoria, ma lei gli risponde che merita di essere punito, anche perché in ogni caso non sarebbe morto nemmeno se Erica l'avesse ucciso.
Amica di Lilliana, da piccola fu rapita dal marchese Sacha Voban (il più anziano dei Campione tuttora in vita) al fine di poter evocare e poi uccidere un'altra divinità e appropriarsi del suo potere, insieme ad altre bambine, rimanendo una delle poche superstiti al rituale insieme a Liliana.
Aiuta Godō ed Erica contro Atena, i quali la salveranno poi da Voban quando questi la rapisce per la seconda volta unendosi così al gruppo. È l'unica delle donne di Godō ad aver ricevuto il "permesso" di Erica per essere la sua amante, in quanto Erica avrebbe accettato una sola altra donna e lei, grazie ai suoi poteri particolari, aveva le caratteristiche adatte per ricoprire tale ruolo.
Ena Seishūin (青洲院 恵那?, Seishūin Ena)
Doppiata da Yuka Saitou
È una ragazza, amica d'infanzia e collega miko di Yuri che fa parte della sua stessa Società pur essendo di grado maggiore, essendo erede di una delle quattro grandi famiglie a capo della stessa. Le viene affidato il compito di affiancare Godō insieme a Yuri come concubina vista la presenza di due straniere (Erica e Liliana). Dice che si occuperà di tutto ciò che possa riguardare il rapporto personale con Godō, lasciando il sesso e la procreazione a Yuri stessa. Ena è una ragazza piuttosto strana, ogni tanto parla di sé in terza persona e, nonostante sembri molto aperta e non si vergogni a parlare di argomenti sessuali, ha anche il proprio pudore personale, infatti si vergogna molto quando Godō la vede nuda, sebbene l'imbarazzo in situazioni del genere cessi nel momento in cui si affeziona sinceramente al Campione. Ena ha un potere ancora più raro di quello di Yuri, infatti riesce ad usare la leggendaria spada Ama no Murakumo (天叢雲劍?) appartenente al dio della mitologia giapponese Susanoo (須佐能乎?) e a ricevere ed esercitare potere tramite essa. La spada ha una sua volontà che riesce a sopraffarla, finché Godō ed Erica non la salvano e la spada passa sotto il potere di Godō, il quale è in grado poi di fargliela usare col suo permesso.

### Altri Campione
Sacha Dejanstahl Voban (サーシャ·デヤンスタール·ウォバン?, Sāsha Deyansutāru Voban)
È il più anziano dei sette Campione esistenti, infatti è vecchio di qualche secolo. Dispone di molti diritti divini e contro Godō ne ha sfoggiati alcuni, tra cui quello di Apollo, di Osiride e delle tre divinità giapponesi del tempo atmosferico. Ciò dimostra che si è reso autore della morte di un considerevole numero di dèi e ha anche ucciso molti stregoni e cavalieri di alto rango che, grazie al potere di Osiride, sono divenuti tutti suoi servitori dopo la morte. È un uomo spietato e crudele e non esita a sacrificare vite umane per accrescere il suo potere, eseguendo riti sacrificali per evocare divinità eretiche al solo scopo di ucciderle e impossessarsi dei loro diritti divini. Odia a morte sia Salvatore sia Godō perché il primo, quando 4 anni fa usò il rituale al quale sopravvissero Liliana e Yuri, uccise il dio eretico che aveva evocato al suo posto mentre il secondo, con l'aiuto di Yuri, Liliana ed Erica, lo ha "sconfitto" (anche se in realtà lui avrebbe potuto continuare a combattere, ma si è ritirato perché aveva concesso a Godō la sopravvivenza se fosse rimasto vivo entro fino all'alba).
Salvatore Doni (サルヴァトーレ·ドニ?, Saruvatōre Doni)
Sesto Campione, giovane ragazzo italiano dotato di diversi diritti divini e molto potente. Dopo che Godō diventa un Campione, Salvatore lo sfida perché il neo Campione deve dare prova della sua forza e lo scontro finisce in parità. Considera Godō un amico e rivale e si adopera per far sì che diventi più forte, così da essere un grande futuro avversario per lui. Infatti, quando Godō viene affrontato da Perseus, lui immobilizza Yuri, Erica e Lucrezia per evitare che andassero in suo aiuto, perché convinto che Godō non sarebbe migliorato se non avesse combattuto da solo. Uccide Perseus dopo che questi viene sconfitto da Godō, ma non ne ottiene i diritti divini visto che la divinità era già stata indebolita. Godō, d'altro canto, considera Salvatore un completo idiota. I diritti divini in suo possesso finora mostrati sono quelli di Nuada, Sigfrido, Vulcano e Dionisio. Salvatore è sempre stato un genio come spadaccino ma incapace come mago, la sua abilità tuttavia è ciò che gli ha consentito di diventare un Campione. Avvenne dopo essere stato posseduto dallo spirito di San Giorgio, smanioso di affrontare Nuada, il quale annientò lo spirito, per poi essere sfidato dallo stesso Salvatore, il quale riuscì però a trionfare e ad ottenere il suo primo diritto divino.

### Dei eretici
Gli Dei eretici, o Dei Rogue, sono divinità che arrivano ad esistere nel mondo reale, piuttosto che rimanere come miti. Un essere umano che indebolisce e uccise un Dio eretico da solo otterrà le proprie capacità e diventerà un Campione. Inoltre, anche se uccisi, gli Dei eretici possono risorgere in seguito finché il mito è ancora noto tra gli esseri umani.
Verethragna (ウルスラグナ?, Urusaraguna)
Doppiato da Junko Minagawa
Verethragna è il dio persiano della Vittoria e della Luce. Amante delle battaglie, non è mai stato sconfitto da nessuno. In un tempo non precisato, Godō tenendo in mano il libro magico prometheus (un titano che ha il potere di rubare le abilità degli dei) gli rubò una delle sue incarnazioni: il Cavallo Bianco. Quando incontra Godō, gli lascia il grimorio invece di riprendersi il Cavallo Bianco, intuendo le sue potenzialità. Conoscendo solo la vittoria, desidera sperimentare la sconfitta. Richiama in vita il dio Melkar per combatterlo nuovamente, sperando che questi riesca a batterlo. Godō si allea con Melkar, così Verethragna attacca Godō, il quale gli sottrae la spada d'oro e lo uccide, prendendogli tutti i diritti divini. Verethragna, nonostante sia morto, sembra poter ancora "vivere" nel subconscio di Godō, suggerendogli come agire in determinate situazioni.
Melqart
Doppiato da Ryūzaburō Ōtomo
Divinità maschile fenicia di Tiro, a cui viene associato il titolo di Signore della città.
Athena (アテナ?, Atena)
Doppiata da Yui Ogura
Dea greca dall'aspetto di una bambina ma che, quando riacquista il pieno potere diventa una donna adulta e attraente. È la prima divinità che combatte Godō, il quale riesce a batterla ma, pur potendo ucciderla e rubarle i poteri, rinuncia a farlo. Athena, così, si interessa a Godō e alla fine sviluppa dei sentimenti per lui.
Perseus
Doppiata da Nobutoshi Canna
Perseus è un agglomerato di diverse entità divine, tra cui appunto Perseo della mitologia greca e Mitra della mitologia romana che, per associazione, è stato assimilato all'omonimo dio persiano, signore di Verethragna. Perseus è un dio eretico sempre pronto a combattere temibili avversari e ad uccidere qualsiasi serpente o drago, poiché nella sua natura di eroe che uccise Medusa è istintivamente portato ad uccidere qualsiasi forma degradata della terra quali sono appunto serpenti e draghi. Giunge a Napoli seguendo proprio tale istinto dopo che Salvatore Doni rompe un ricettacolo di potere divino, facendone fuoriuscire il potere ed evocando perciò un drago. Perseus ferisce mortalmente il drago per poi essere pronto ad affrontare Athena, la quale assimila il drago per il suo legame con tali esseri. L'arrivo in atteso di Godou, però, cambia le mire di Perseus, che decide di combattere prima Godō e poi Athena. Inizialmente Perseus, sfruttando il potere di Mitra, riesce a sigillare il diritto divino di Verethragna, rendendo impotente Godō e uccidendolo facilmente con una freccia al cuore. Quando Godō resuscita grazie all'incarnazione dell'Ariete di Verethragna, Perseus si appresta ad affrontarlo nuovamente in Piazza del Plebiscito. Godō, apprendendo le informazioni che compongono i diritti divini di Perseus da Liliana, usa la spada d'oro per spezzare il potere di Mitra su Verethragna, in modo da poterlo affrontare senza farsi sigillare le incarnazioni. Lo scontro tra i due è arduo e Perseus, grazie al fatto di aver salvato Andromeda nell'antichità, usa il diritto divinoi che gli consente di sottomettere a sé le fanciulle su Liliana, portandola ad attaccare Godō. Quest'ultimo riesce a farla tornare in sé e permetterle di ferire alla spalla Perseus. Godō, dopo averlo immobilizzato, lo travolge col potere del Cinghiale e vince lo scontro. Perseus, sopravvissuto, si allontana per riprendere le forze, ma viene ucciso da Salvatore Doni, il quale, però, non ottiene diritti divini non avendolo ucciso in uno scontro leale.
Susanoo
Doppiata da Tōru Ōkawa
è uno dei principali dei dello shintoismo, noto come il dio delle tempeste, degli uragani e del mare.
Metis
Doppiata da Kaori Ishihara
Personaggio completamente filler, che compare solo nell'anime. Madre di Atena e moglie (o amante a seconda delle diverse versioni mitologiche) di Zeus. Nel mito venne divorata da Zeus, al quale era stato predetto che il figlio di Meti sarebbe diventato più potente del padre e che lo avrebbe spodestato, ma ciò non impedì alla dea di nascere dal cranio del sovrano degli dèi. Si sviluppa dal Gorgoneion dopo che Atena lo perde nuovamente dopo la sconfitta contro Godō. Uccide Perseo dopo che viene sconfitto da Godō (mentre nella light novel è Salvatore Doni ad uccidere Perseo nella stessa situazione), dopodiché prende ulteriore potere da Atena, facendole perdere poteri e ricordi. Divora l'acciaio della Ama no Murakumo fuori controllo, in quanto la sua natura le permette di essere un serpente che divora l'acciaio. Dopo aver combattuto con Godō, riesce comunque a prendere Atena dentro di sé, trasformandosi in una versione oscura della forma originale della stessa figlia Atena. Pronta a finire Godō, viene fermata dalla sua spada d'oro dopo che, grazie ad Ena, egli riesce a farle perdere il controllo della Ama no Murakumo. Godō neutralizza il suo diritto divino, separandola nuovamente da Atena, dopodiché la colpisce con un fulmine della Capra e le lancia contro il Cinghiale. Determinata a sopravvivere, riesce a respingere l'incarnazione e tenta di impossessarsi nuovamente della figlia, ma questa richiama Godō e, condividendo il suo potere con lui, gli da la forza per finire definitivamente Meti, che viene poi riassorbita da Atena, che ne riprende il totale dominio.

### Personaggi secondari
Lucrezia Zola (ルクレチア・ゾラ?, Rukurechia Zora)
Doppiata da Atsuko Tanaka
Strega della Sardegna, molto potente e celebre. Molti anni prima del suo incontro con Godō ed Erica ebbe una relazione col nonno di Godō, poi interrotta quando questi si sposò. Lucrezia, nonostante sia una donna anagraficamente anziana, è ben lontana dal sembrare vecchia, infatti è una procace e avvenente donna. Presumibilmente ciò è dovuto al suo grande potere magico che le ha permesso di invecchiare molto più lentamente del normale.
Arianna Hayama Arialdi (アリアンナ・ハヤマ・アリアルディ?, Arianna Hayama Ariarudi)
Doppiata da Sachika Misawa
Cameriera personale di Erica, eccelle nel suo lavoro ma ha anche due gravi difetti: è pessima nella guida e nel cucinare.
Pandora
Doppiata da Yuiko Tatsumi
Una dea che vive nel mondo intermedio, è la compagna di Prometeo ed è colei che dona agli uomini che uccidono una divinità lo status di Campione nel momento in cui muoiono per farli tornare in vita con i diritti divini che hanno ottenuto. Pandora è anche colei che si occupa di donare nuovi diritti divini ai Campione quando uccidono un dio e sembra restrittiva in quanto a tali concessioni. Pandora, infatti, non è solita donare i diritti divini di un dio morto ad un Campione se questi non ha vinto combattendo uno scontro leale alla pari. A riprova di questo vi è il fatto che Salvatore Doni non ha ottenuto i diritti divini di Perseus dopo averlo ucciso, infatti questi era appena stato sconfitto da Godō e non era in condizione di combattere.
Karen Jankulovski (カレン・ヤンクロフスキ?, Karen Janukurofuski)
Doppiata da Kanami Sato
È la cameriera personale di Liliana, proprio come Arianna per Erica. Istiga più volte Liliana ad entrare in intimità con Godō. In realtà, all'insaputa di Liliana, è lei che fornisce ad Erica le fotocopie dei racconti amorosi che Liliana scrive e che Erica usa per ricattare quest'ultima quando ha bisogno di qualche favore, ovviamente venendo pagata per questo. Karen ha diverse somiglianze con Erica per quanto riguarda la capacità di manipolare le persone nel fare come vogliono usando semplicemente le parole. Karen stima molto Erica per questo, tuttavia per quanto riguarda Godō sostiene fermamente Liliana a sfavore della stessa Erica.
Shizuka Kusanagi (草薙 静花?, Kusanagi Shizuka)
Doppiata da Rina Hidaka
È la sorella minore di Godō, unica persona che gli faccia paura.
Tōma Amakasu (甘粕 冬馬?, Amakasu Tōma)
Doppiata da Shinobu Matsumoto
È un membro del Comitato per la Compilazione della Vera Storia, è una persona molto calma e ben educata.

## Media

### Light novel
La serie di light novel di Campione! è stata scritta da Jō Taketsuki ed illustrata da Sikorsky. Il primo volume è stato pubblicato dalla Shūeisha, sotto l'etichetta Super Dash Bunko, nel settembre 2008 ed entro il 2012 ne sono stati messi in vendita dodici in tutto.

### Manga
Il manga di Campione! è sempre opera dell'autore delle light novel Jō Taketsuki, ma con illustrazioni di Jirō Sakamoto. La serie manga è iniziata nel numero di ottobre 2011 della rivista Super Dash & Go! della Shūeisha.

### Anime
Un adattamento anime di Campione! è stato prodotto dallo studio Diomedéa e diretto da Keizo Kusakawa. Le trasmissioni sono iniziate il 6 luglio 2012 su AT-X ed altri canali e terminate il 28 settembre 2012.

#### Episodi
| Nº | Titolo italiano (Tradotto) Giapponese 「Kanji」 - Rōmaji                                         | In onda           | In onda |
| Nº | Titolo italiano (Tradotto) Giapponese 「Kanji」 - Rōmaji                                         | Giapponese        |         |
| 1  | La storia ha inizio 「はじまりの物語」 - Hajimari no monogatari                                  | 6 luglio 2012     |         |
| 2  | Paesaggio di un re 「王様のいる風景」 - Ōsama no iru fūkei                                       | 13 luglio 2012    |         |
| 3  | Da lontano, giunge un nemico 「遠方より敵来たる」 - Enpō yori teki kitaru                        | 20 luglio 2012    |         |
| 4  | La malvagia Atena 「まつろわぬアテナ」 - Matsurowanu Atena                                       | 27 luglio 2012    |         |
| 5  | Giorni sgradevoli 「好日ならざる日々」 - Kōjitsu narazaru hibi                                   | 3 agosto 2012     |         |
| 6  | Il re opposto 「王たちは話し合う」 - Ōtachi wa hanashiau                                         | 10 agosto 2012    |         |
| 7  | Vento, pioggia, lupo 「風よ、雨よ、狼よ」 - Kaze yo, ame yo, ōkami yo                            | 17 agosto 2012    |         |
| 8  | Arriva un eroe 「英雄推参」 - Eiyū suizan                                                        | 24 agosto 2012    |         |
| 9  | Il re scomparso 「行方不明の王様たち」                                                           | 31 agosto 2012    |         |
| 10 | Il turbolento re demone, l'eroe del sole 「荒ぶる魔王、太陽の勇者」 - Yukue fumei no ōsama-tachi | 7 settembre 2012  |         |
| 11 | La sacra principessa della lunga spada 「太刀の媛巫女」 - Tachi no hime miko                     | 14 settembre 2012 |         |
| 12 | La spada di Ama no Murakumo 「天叢雲劍」 - Ama-no-Murakumo no tsurugi                            | 21 settembre 2012 |         |
| 13 | La storia dell'uccisore di dei 「神殺しの物語」 - Kamigoroshi no monogatari                      | 28 settembre 2012 |         |

#### Colonna sonora
Sigle di apertura
- BRAVE BLADE! cantata da Megu Sakuragawa

Sigle di chiusura
- Raise cantata da Yui Ogura